# Vuči Do
Vuči Do (en serbe cyrillique : Вучи До) est un village du sud du Monténégro, dans la municipalité de Cetinje.

## Démographie

### Évolution historique de la population[1]
| 1948 | 1953 | 1961 | 1971 | 1981 | 1991 | 2003 |
| ---- | ---- | ---- | ---- | ---- | ---- | ---- |
| 32   | 61   | 51   | 41   | 17   | 14   | 3    |